# Sofies verden
Pour plus de détails, voir Fiche technique et Distribution.
Sofies verden (qui signifie en norvégien « Le Monde de Sophie ») est un film suédo-norvégien réalisé par Erik Gustavson et sorti en Norvège en 1999. C'est une adaptation cinématographique du roman du même nom de Jostein Gaarder racontant la découverte de la philosophie par une petite fille dans une intrigue plus générale policière.

## Synopsis
L'histoire commence en Norvège en 1990. Sophie Amundsen, une jeune fille, reçoit un jour dans sa boîte aux lettres une carte portant seulement les mots : « Qui es-tu ? ». Une autre suit, portant les mots : « D'où vient le monde ? », puis d'autres encore. De fil en aiguille, Sophie se retrouve à lire les cours de philosophie du mystérieux Alberto Knox, qui présentent sous une forme attrayante l'histoire de la philosophie, ses grands thèmes et ses grandes figures.

## Fiche technique
- Titre original : Sofie verden
- Réalisation : Erik Gustavson
- Scénario : Petter Skavlan, d'après le roman Le Monde de Sophie de Jostein Gaarder
- Musique originale : Randall Meyers
- Image : Kjell Vassdal
- Montage : Anne Andressen
- Distribution des rôles : Øystein Kjennerud, Anne Cathrine Sommerfeldt
- Création des décors : Bjarte Ulfstein
- Direction artistique : Torgny Braaten
- Décorateur de plateau : Ivar Øystein Holt
- Création des costumes : Else Lund, Torkel Ranum
- Sociétés de production : Inkas Film & T.V. Productions, Norsk Rikskringkasting (NRK) et Sveriges Television (SVT), en coproduction avec Danmarks Radio, Filmkameratene A/S, NRK Drama, Ríkisútvarpið-Sjónvarp RÚV, SF Norge A/S, Yleisradio (YLE)
- Pays :  Norvège,  Suède
- Langue : norvégien
- Format : couleur
- Son : Dolby
- Durée : 113 minutes
- Date de sortie : 
  - Norvège : 6 août 1999

## Distribution
- Silje Storstein : Sofie Amundsen / Hilde Møller Knag
- Tomas von Brömssen : Alberto Knox
- Andrine Sæther : la mère de Sofie
- Bjørn Floberg : Major Albert Knag
- Hans Alfredson : Socrate
- Nils Vogt : Lærer Jacobsen
- Minken Fosheim : la mère de Hilde
- Edda Trandum Grjotheim : Jorunn
- Arne Haakonaasen Dahl : Georg / Mischa / Giovanni
- Sullivan Lloyd Nordrum : Jørgen
- Kjersti Holmen : Fru Johnsen